# Emploi des personnes handicapées
La mise en place de divers moyens en faveur de l’emploi des personnes handicapées permet à ces personnes d'intégrer le marché du travail et de surmonter certains obstacles à leur intégration sociale.

## Droit par pays

### Canada

#### Québec
Le gouvernement québécois met en place des mesures d'aide à l'emploi pour les personnes handicapées, telles que le contrat d’intégration au travail, qui permet à un employeur d'embaucher une personne handicapée, obtenir un soutien salarial et obtenir une aide financière pour adopter l'environnement de travail aux besoins de la personne handicapée.

### États-Unis
Aux États-Unis, l'ADA (Americans with disability Act), adopté dans les années 1990, a pour objectif d'augmenter l'intégration économique et sociale des personnes handicapées, en leur procurant des droits civils destinés à éliminer les discriminations basées sur le handicap.
En mars 2013, 20,7 % des personnes actives sont en situation de handicap. Le taux de chômage chez les personnes handicapées est de 13,6 %, contre 7 % pour celles sans handicap reconnu.

### France
En France, dans les domaines public et privé, des politiques favorisent l’emploi des personnes handicapées. Malgré les mécanismes d’emploi direct et d’emploi indirect des personnes handicapées, il demeure des freins à l’embauche.

## Droit international
L'Organisation des Nations unies a adopté la Convention relative aux droits des personnes handicapées en 2006 pour la protection des droits de l'homme et l'égalité des chances pour les personnes handicapées. Elle affirme le droit au travail et la non-discrimination dans l'emploi avec de l'accommodement raisonnable et l'accessibilité.